# Edmondo De Amicis
Edmondo De Amicis, né à Oneglia le 21 octobre 1846 et mort à Bordighera le 11 mars 1908, est un écrivain, un journaliste et un pédagogue italien. Il est surtout connu comme auteur du Livre-Cœur (Cuore dans la version originale), un livre pour enfants présenté comme le journal d'un jeune élève italien.

## Biographie
Né à Oneglia, en Ligurie, province appartenant au royaume de Piémont-Sardaigne, il est issu de la petite bourgeoisie. Son père était un fonctionnaire du royaume de Savoie, responsable de la régie des sels et tabacs.
Il a étudié à Coni, puis est parti en 1862 pour Turin, capitale du jeune royaume italien, pour y faire ses études supérieures. À l'âge de seize ans, il est entré à l'Académie militaire de Modène, où il est devenu officier.
Le 24 juin 1866, il a participé à la bataille de Custoza au cours de la troisième guerre d'Indépendance italienne en tant que sous-lieutenant et a assisté à la défaite subie par la Savoie face aux troupes autrichiennes. Dès cette époque cependant, il considère la discipline militaire et les valeurs qu'elle encourage (notamment le patriotisme) comme des modèles possibles d'éducation.
Il a écrit à Florence, où il s'était rendu pour son service, des scènes issues de ses expériences en première ligne. Ces textes furent réunis en 1868 sous le titre La Vie militaire (ou Scènes de la vie militaire), paru pour la première fois dans L'Italia, journal dépendant du Ministère de la Défense. Ces scènes montrent une vision idéalisée de l'armée et de sa mission éducatrice, même en temps de paix.
Le succès de cet ouvrage lui a permis de délaisser l'armée pour s'occuper davantage de journalisme. Il rejoint le personnel du journal romain La Nation et fut témoin de la prise de la ville en 1870.
Il quitte définitivement l'armée en 1871 pour se consacrer à l'écriture. Il écrit alors un certain nombre de récits de voyages : Espagne (1872 ou 1873), Souvenirs de Londres (1873 ou 1874), Hollande (1874), Maroc (1876), Constantinople (1878), Souvenirs de Paris (1879).
Une nouvelle édition de Constantinople paraît en 2005 avec une préface d'Umberto Eco.
Le 17 octobre 1886, jour de la rentrée scolaire, paraît le Livre-Cœur (Cuore en italien), dans la maison d'édition d'Emilio et Giuseppe Treves. C'est immédiatement un grand succès, si bien qu'en quelques mois il dépasse les quarante éditions italiennes pour atteindre un million d'exemplaires en 1923. Le Livre-Cœur a plus de deux cents traductions dans le monde.
Le livre, riche en idées morales, réutilise les mythes autour du Risorgimento italien, et fait l'éloge de la création de l'Italie au cours de la décennie précédente.
Des critiques littéraires considèrent que le Livre-Cœur est un ouvrage fortement inspiré par la morale maçonnique, dans lequel la religion catholique des Italiens est remplacée par  la religion laïque de la Patrie, l’Église par l’État, le fidèle par le citoyen, les dix commandements par le Code civil, l’Évangile par la Constitution et les martyres par les héros. En effet, De Amicis a été initié en franc-maçonnerie dans la loge Concordia de Montevideo, à l'obédience de la Grande Loge d'Uruguay.
Dès les années 1890 Edmondo De Amicis s'intéresse au socialisme qu'il finit par rejoindre officiellement en 1896. Ce changement se perçoit dans ses œuvres ultérieures par l'attention prêtée aux couches populaires, et rend obsolète le nationalisme latent ayant inspiré le Livre-Cœur.
Il écrit ensuite De l'océan (1889) sur le sort des émigrés italiens, inspiré d'un voyage qu'il avait fait en 1884 en Amérique du Sud, le Roman d'un maître (1890) vu par un maître d'école, l'Amour et la Gymnastique (1892), et d'autres livres dans lesquels ses préoccupations sociales transparaissent.
Il a également écrit pour Le Cri du peuple de Turin plusieurs articles d'inspiration socialiste, qui ont ensuite été regroupés dans le livre La Question sociale (1894).
Il écrit enfin la Langue de la Nature (1905), Souvenirs d'un voyage en Sicile (1908) et Nouveaux portraits littéraires et artistiques (1908). Un roman inachevé à sa mort s'intitule Premier Mai et raconte l'histoire d'une famille bourgeoise de Turin, convertie au socialisme.
Les dernières années de sa vie sont marquées par une situation familiale difficile, entre la mort de sa mère dont il était très proche, les conflits avec sa femme Teresa Boassi, et le suicide de son fils Furio, qui avec son frère Ugo avait inspiré les personnages du Livre-Cœur.
Il décède en 1908 à l'Hôtel de la Reine de Bordighera, qui était l'ancienne Casa Coraggio maison du célèbre écrivain écossais George MacDonald.

## Œuvres
Lorsque le titre français apparaît en premier, le texte a été traduit en France chez Hachette, sauf indications contraires
- 1868 : La Vie militaire, aussi traduit sous le titre Sous les drapeaux, Chaux-de-Fonds, éditions F. Zahn, 1892 (La vita militare. Bozzetti) - L'ouvrage inclus le récit Carmela, souvent édité seul et traduit en français dans le recueil Vertiges de l'amour, Talence, l'Arbre vengeur, coll. « Selva selvaggia », 2005  et qui a été porté sur le grand écran avec le film italien de 1942 Carmela (film) de Flavio Calzavara
- 1869 : Scènes de la vie militaire (Racconti militari. Libro di lettura ad uso delle scuole dell'esercito)
- 1870 : Impressioni di Roma
- 1872/1873 : L'Espagne (Spagna)
- 1873/1874 : Souvenirs de Paris et de Londres[8] (Ricordi di Londra)
- 1874 : La Hollande (Olanda)
- 1876 : Le Maroc (Marocco)
- 1876 : Manuel Menendez (Manuel Menendez), court roman traduit en français dans le recueil Vertiges de l'amour, Talence, l'Arbre vengeur, coll. « Selva selvaggia », 2005
- 1878 : Constantinople (Costantinopoli)
- 1879 : Souvenirs de Paris et de Londres (voir supra), aussi traduit sous le titre Souvenirs de Paris, Paris, Éditions Rue d'Ulm, 2015 (Ricordi di Parigi)
- 1881 : Les Effets psychologiques du vin, Rambouillet, l'Anabase, 1993  (Los efectos psicológicos del vino)
- 1881 : Poesie
- 1883 : I due amici (Les deux amis), roman en deux volumes
- 1884 : Alle porte d'Italia
- 1886 : Le Livre-Cœur, Paris, Éditions Rue d'Ulm, 2001 ; précédemment traduit en français sous les titres Cuore et Grands Cœurs  (Cuore. Libro per i ragazzi)
- 1889 : Sur l'océan, Payot & Rivages, 2004[9] ; réédition, Payot & Rivages, coll. « Petite bibliothèque Payot : voyageurs » no 711, 2008, d'abord intitulé I nostri contadini in America (Nos paysans en Amérique)[7](Sull'oceano)
- 1890 : Le Roman d'un maître d'école, Caen, Presses universitaires de Caen, coll. « Cahiers de Transalpina », 2016 (Il romanzo di un maestro)
- 1890 : Il vino
- 1892 : Amour et Gymnastique, Arles, P. Picquier, 1988 ; réédition, Grenoble, Éditions Cent Pages, 2016 (Amore e ginnastica)
- 1894 : Les Étudiants et la question sociale (Questione sociale)
- 1895 : Maestrina degli operai (La Petite Maîtresse d'école des ouvriers)
- 1895 : Coraggio e costanza. Il viaggiatore Carlo Piaggia
- 1895 : Ai fanciulli irredenti. Padri e figli
- 1896 : La lettera anonima
- 1896 : Ai nemici del socialismo
- 1896 : Collaboratori del socialismo; Compagno
- 1896 : Nel campo nemico. Lettera a un giovane operaio Socialista
- 1896 : Pensieri e sentimenti di un socialista
- 1897 : Per l'idea
- 1897 : Gli azzurri e i rossi
- 1897 : Il socialismo e l'eguaglianza
- 1897 : Il socialismo in famiglia. La causa dei disperati
- 1897 : In America
- 1898 : Le tre capitali. Torino, Firenze, Roma
- 1899 : La carrozza di tutti (Le Carrosse de tous) ;  trad. fr. Marielle Colin & Emmanuelle Genevois, Un Carrosse démocratique : une année dans les tramways de Turin à la Belle Époque, Paris, Éditions de la Rue d'Ulm, 461 p., 2020,  (ISBN 272880673X)
- 1899 : Lotte civili
- 1900 : Consigli e moniti
- 1900 : Memorie
- 1900 : Il mio ultimo amico
- 1900 : Speranze e glorie
- 1902 : A une signora
- 1902 : Capo d'anno
- 1902 : Dans le jardin de la folie, édition bilingue, Rambouillet, l'Anabase, 1993 (Nel giardino della follia)
- 1902 : Un salotto fiorentino del secolo scorso
- 1904 : Una tempesta in famiglia. Frammento
- 1905 : Nel regno del Cervino. Nuovi bozzetti e racconti
- 1905 : L'idioma gentile (La Langue de la Nature) : Edmondo De Amicis affirme dans ce livre que la maîtrise de la langue italienne peut-être un moyen de lutte contre les inégalités sociales[10]
- 1906 : La Tentation de la bicyclette, Paris, Les Éditions du Sonneur, coll. « La petite collection », 2009 (La Tentazione della bicicletta)
- 1906 : Pagine allegre, traduit en français de façon partielle sous le titre Le livre est sorti, Tours, Éd. Farrago, 2005
- 1907 : Nel regno dell'amore
- 1907 : Per la bellezza di un ideale
- 1908 : Ricordi d'un viaggio in Sicilia (Souvenirs d'un voyage en Sicile)
- 1908 : Nuovi ritratti letterari e artistici (Nouveaux portraits littéraires et artistiques)

## Adaptations au cinéma
- 1918 : La Demoiselle et le Voyou (Barychnya i khouligan) de Vladimir Maïakovski
- 1942 : Carmela (film), film italien de Flavio Calzavara basé sur la nouvelle "Vie militaire"